# Liphistius fuscus
Liphistius fuscus är en spindelart som beskrevs av Peter J. Schwendinger 1995. Liphistius fuscus ingår i släktet Liphistius och familjen ledspindlar.
Artens utbredningsområde är Thailand. Inga underarter finns listade i Catalogue of Life.